# Nowy Wiśnicz
Nowy Wiśnicz je město v Polsku v Malopolském vojvodstvi v okrese Bochnia ve stejnojmenné městsko-vesnické gmině. Město leží na Pogórzu Wiśnickim, přibližně 8 km jižně od Bochni. V roce 2024 zde žilo 2 730 obyvatel.